# 当麻庄司
当麻 庄司（とうま しょうじ、1943年 - ）は、日本の工学者。Ph.D.（パーデュー大学）。北海学園大学名誉教授。
1967年神戸大学工学部卒業。同年、川崎重工業入社。1977年同社を退社し、アメリカ・パーデュー大学大学院社会工学研究科構造工学専攻博士課程入学。1980年パーデュー大学大学院社会工学研究科構造工学専攻博士課程修了。神戸大学工学部助手などを経て、1982年北海学園大学工学部土木工学科助教授。1983年北海学園大学工学部土木工学科教授。2005年北海学園大学工学部社会環境工学科教授。2014年北海学園大学定年退職。同名誉教授。同大学院工学研究科非常勤講師（-2017年）。
技術士の有資格者。

## 研究領域
構造物の耐震設計や鋼構造物の限界状態設計法など構造工学・地震工学・維持管理工学・建築構造及び材料の研究と土木工学の中でも多岐に渡っている。

## 著書
- 熱田稔雄と共著『これだけは知っておきたい座屈のはなし : 事故を防ぐために』（鹿島出版会、1986年）
- 『BASICによる橋梁工学』（共立出版、1989年）
- 『よくわかる有限要素構造解析入門』（共著、技法堂出版 、1996年）
- 『対話形式による橋梁設計シミュレーション』（共立出版 、2005年）
- 『BRIDGE ENGINEERING HANDBOOK』（共著、CRC PRESS、2000年）
- 『HANDBOOK OF STRUCTURAL ENGINEERING』（共著、CRC PRESS、2005年）
- 『Handbook of International Bridge Engineering』（共著、CRC PRESS、2014年）